# Giorgio Morbiato
Giorgio Morbiato (ur. 30 lipca 1948 w Padwie) – włoski kolarz torowy i szosowy, brązowy medalista olimpijski oraz czterokrotny medalista torowych mistrzostw świata.

## Kariera
Pierwszy sukces w karierze Giorgio Morbiato osiągnął w 1968 roku, kiedy wspólnie z Cipriano Chemello, Lorenzo Bosisio i Luigim Roncaglią zdobył złoty medal w drużynowym wyścigu na dochodzenie podczas torowych mistrzostw świata w Montevideo. Parę miesięcy później wziął udział w igrzyskach olimpijskich w Meksyku, gdzie razem z Bosisio, Chemello, Roncaglią i Gino Pancino zdobył brązowy medal w tej samej konkurencji. Na rozgrywanych w 1969 roku mistrzostwach świata w Antwerpii Włosi w składzie: Antonio Castello, Giacomo Bazzan, Giorgio Morbiato i Pietro Algeri zdobyli srebrny medal, a razem z Algerim, Bazzanem i Luciano Borgognonim zwyciężył podczas mistrzostw świata w Varese w 1971 roku. W 1972 roku wystartował na igrzyskach olimpijskich w Monachium, jednak Włosi zajęli tam zaledwie dziewiątą pozycję. W tym samym roku został wicemistrzem kraju w wyścigu za startu zatrzymanego amatorów. Startował także w wyścigach szosowych, ale bez większych sukcesów.